# Вассервага
«Вассервага» (Wasserwaage) — дебютний повноформатний студійний альбом українського музичного гурту «Вагоновожаті», що вийшов у 2015 році.
Супергурт «Вагоновожаті» було засновано 2012 року колишніми учасниками колективів «…и Друг Мой Грузовик», «Lюk» та «DOK», які почали разом грати електронну музику. Тріо стало відомим завдяки провокаційним пісням про війну на сході України («Восстание ватников», «Хундертвассер Хунта»).
Випустивши три мініальбоми, «Вагоновожаті» погодились на пропозицію лейблу Aby Sho Music записати дебютний довгогральний альбом. Платівка отримала назву «Вассервага» (Wasserwaage) та вийшла 21 листопада 2015 року на вінілі і в цифровому форматі. Альбом здобув схвальні відгуки музичної спільноти та був визнаний одним з найкращих українських релізів року.

## Історія створення
Засновником колективу «Вагоновожаті» був Антон Слєпаков, лідер андеграундного дніпропетровського гурту «…и Друг Мой Грузовик», що виконував фанк-рок та альтернативний рок на початку 2000-х. Після розпаду «иДМГ» Слєпаков почав експериментувати з електронною музикою, створивши разом с бас-гітаристом Ростиславом Чабаном проєкт «НеГрузовики». Протягом двох років музиканти записали в Дніпрі та Санкт-Петербурзі 17 композицій, які потрапили до альбому «Не улыбаются», що вийшов у 2008 році. Крім цього Слєпаков та Чабан тимчасово об'єдналися з ізраїльським колективом «Крузенштерн і Пароход», щоб записати імпровізований альбом «Мелех», який вийшов 2008 року під вивіскою «Грузовик и Крузенштерн».
Наприкінці 2012 року Слєпаков зустрівся у харківській кав'ярні з гітаристом колишнього харківського гурту «Lюk» Валентином Панютою. Музиканти знали один одного і раніше, зокрема, Слєпаков відзначився на альбомі «Lюk» «Мамина юность», що вийшов у 2009 році. Під час зустрічі Слєпаков та Панюта з'ясували, що у них багато спільного, і домовилися спробувати створити щось разом. Панюта надіслав зразок власної композиції, а Слєпаков написав для неї текст. Результат сподобався обом, і музиканти продовжили працювати разом, хоча і жили в різних містах: Панюта писав музику, створюючи семпли в домашній студії та записуючи гітарні партії в Києві, а Слєпаков додавав до цього власний речитатив, перебуваючи у Дніпрі. Проєкт отримав назву «Вагоновожаті» і протягом 2013 року видав два онлайн-мініальбоми «Сгруппироваться» та «Без трамваев», зібравши частину грошей за допомогою краудфандингу. Для повноцінних живих виступів гуртів бракувало барабанщика, тому невдовзі до дуету приєднався Станіслав Іващенко, який до цього грав в донецькому гурті «DOK». В новому складі вони записали третій мініальбом «Упасть с тандема», який вийшов в жовтні 2014 року.
«Вагоновожаті»:
- Антон Слєпаков,
- Валентин Панюта,
- Станіслав Іващенко;

запрошені музиканти:
- Тетяна Міхіна — вокал
- Петро Целуйко — бас-гітара
- Максо Грусевич — бас-гітара, спеціальні ефекти, зведення;

а також:
- Дмитро Зінченко — запис,
- Олександр Айзацький — запис,
- Євген Чистяков — запис вокалу,
- Микита Будаш — запис вокалу,
- Мартін Бовес — майстеринг,
- Віталій Парфільєв — дизайн обкладинки[7].

Ідея випуску повноформатного альбому належала українському лейблу Aby Sho Music, який запропонував «Вагоновожатим» видати вінілову платівку. І хоча до цього музиканти відчували себе комфортно, випускаючи лише мініальбоми, пропозиція записати повноцінний лонгплей їм сподобалась. Гурт працював над новими піснями протягом 2015 року. Слєпаков записував свій голос першим, в тиші або поверх чорнового варіанту треку, надсилав доріжку с голосом колегам, а ті удвох репетирували в Києві. В студії першими було записано партії Слєпакова та Іващенка, а потім протягом декількох місяців Панюта дописував решту музики. Запис проходив в декількох студіях в Києві та Харкові, зведення відбувалося в Дніпрі, а майстеринг — в Великій Британії. Окрім тріо учасників «Вагоновожатих», на альбомі можна почути вокал Тетяни Міхіної, бас-гітару Петра Целуйка та спеціальні ефекти Максо Грусевича.
3 березня 2015 гурт випустив перший сингл до альбому, пісню «Хундертвассер Хунта», в якій співалося про Новоросію та Гаазький трибунал. Врешті решт було вирішено видати дві версії альбому. Лейбл Aby Sho Music випустив 44-хвилинне видання на вінілі, куди увійшло дев'ять нових пісень. Компанія SnowPuma Music відповідала за розширене інтернет-видання з дванадцяти пісень, що також містило композиції з EP «Упасть с тандема». Попри те, що музиканти не вважали себе політичним гуртом, походили зі сходу України та співали російською, вони принципово відмовилися виступати в Росії, а також відхилили пропозицію видати новий альбом в країні-агресорі:
|                                       | Найбільший російський лейбл «Союз» пропонував нам видати «Wasserwaage» — ми їм відповіли запитаннями: скільки в них людей підтримує анексію Криму? Чи вони згодні з окупацією Донбасу? Чи вони готові відмовитись від співпраці з тими артистами, які підтримали це все? Ми питали також, чи готові вони з постерами нашого альбому надрукувати фотографії з закликами «Свободу Сєнцову» чи «Свободу Савченко» — але це явно був шок для них. Вони нічого не відповіли. |
| — Валентин Панюта, Станіслав Іващенко | |

Концерти на честь виходу альбому, який отримав назву Wasserwaage («Вассервага»), відбулися 7 листопада 2015 в Києві та 14 листопада у Львові. На презентації музиканти виконали всі пісні, які створили до цього, причому деякі — вперше. Виступ у київському клубі Sentrum супроводжувався відеорядом, створеним віджеями із команди Tenpoint. Вінілові платівки з «Васервагою» було виготовлено в Німеччині, на тій же фабриці, де перед цим виробляли альбоми ТНМК та Івана Дорна.

## Зміст альбому

### Назва та обкладинка

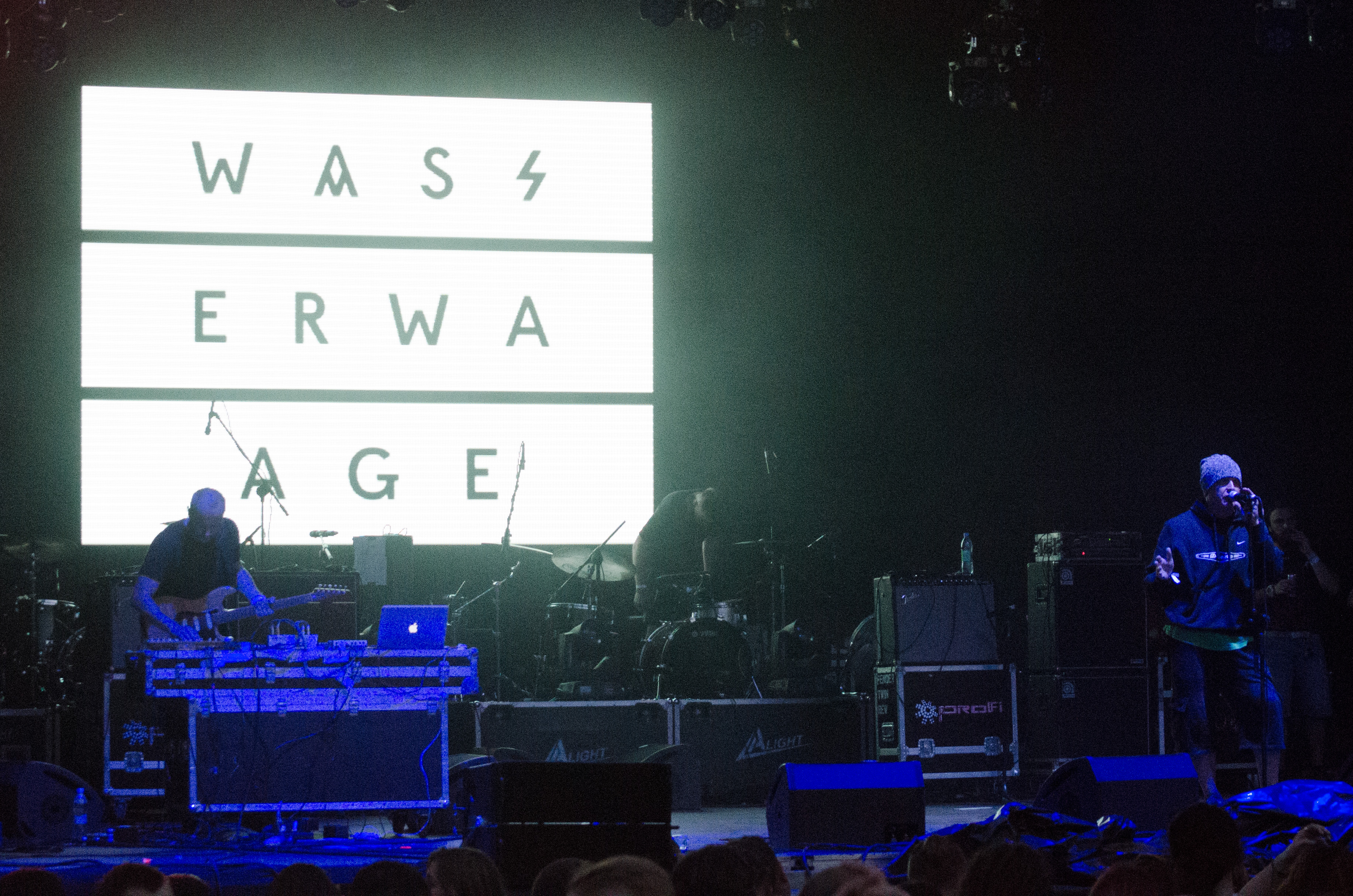
Виступ гурту на фоні обкладинки цифрової версії альбому.

Коли альбом було записано, музиканти зібралися разом, щоб обрати для нього назву. Вони шукали слово, яке найкращим чином охарактеризувало б нову роботу. «Васервага» — жаргонна назва будівельного рівня (нім. wasserwaage) — зустрічалася в одній з пісень, але також резонувала з прізвищем «Гундертвассер». До того ж музикантам сподобалося написання «Wasserwaage» з подвійними «s» та «a».
Альбом вийшов з двома варіантами оформлення. Автором обкладинки для вінілової платівки став харківський художник та поет Мітя Фєнєчкін: у центрі жовтого квадрата зображено три трамвайні пантографи, а зверху — той самий будівельний інструмент, на честь якого названо платівку. Цифрова версія альбому на компакт-диску мала чорну обкладинку з літерами W A S S E R W A A G E, розташованими в три ряди на білому фоні. Перед презентацією альбому Антон Слєпаков зауважив, що «таємничий дизайнер побажав залишитись невідомим», але в вихідних даних автором обкладинки вказано Віталія Парфільєва.

### Музика та тексти
Автором текстів з альбому був фронтмен Антон Слєпаков. Більшість пісень було написано під час Революції гідності, тому деякі з них містили відсилання до «хунти», «ватників» тощо. Через це «Вагоновожатих» вважали політизованим гуртом, хоча Антон Слєпаков наголошував, що його тексти не є політичними. За словами лідера гурту, «ці події відбувалися навкруги нас, але вони могли відбуватися коли завгодно; це — дзеркальне відображення настроїв суспільства, соціального класу; це не обов'язково прив'язано до України, це могло відбутися в інших країнах, сусідніх або не сусідніх». «Коли будь-який політичний срач в інтернеті супроводжують піснею „Восстание ватников“, то мене, щиро кажучи, це коробить, бо люди не розуміють зміст цієї пісні». З іншого боку, Слєпаков визнавав, що ці пісні були провокацією, «культурним снарядом в той бік [росіян], бо насправді, нас там слухають і це як бомба сповільненої дії»
Не всі тексти мали відношення до політики або актуальних подій. Пісня «Обабелые» описує відомий психологічний експеримент, який демонстрував залежність індивіда від соціума: учасникам показували чорну та білу пірамідки та пропонували назвати їхні кольори; якщо заздалегідь підготовлені учасники казали, що бачать дві білі пірамідки, то й випробовуваний — єдиний, хто не знав, що відбувається насправді — також називав їх білими. Фраза «собаки — это знаки» з «Жовніра» з'явилася після того, як на Слєпакова напали безпритульні собаки: «Я подумав: може вони протестували проти того, що я в цьому районі взяв кілька каменів і забрав. Беруть же часто каміння як сувенір, і я чув думки, що краще це каміння не чіпати». Композиція «Неудобен» була натхненна виставою театру «Дах», з якого вийшли гурти «ДахаБраха» та «Dakh Daughters». Слєпаков зізнався, що писав пісні від імені вигаданого персонажа, більш сміливого та нерозважливого, аніж він сам: «Нестерпно нудно описувати лише те, що з тобою сталося. Як людина з гарною уявою, я часто сам починаю вірити у свої вигадки. І мені потім через це важко згадати, я це вигадав чи це було насправді. Тому я сам заплутався де персонаж, а де я».
«Вагоновожаті» виконували електронну музику, обтяжену звучанням живої гітари та барабанів, на межі з нойзом або репкором. Формально, колектив відносили до напрямку IDM («розумної танцювальної музики»), проте музиканти відмовлялися від того, щоб ідентифікувати себе в межах будь-якого музичного стилю, жартівливо називаючи свій стиль «freaky cyber folk & starichuli hard electro». В піснях «Восстание ватников» та «Жовнір» присутні етнічні українські співи Тетяни Міхіної. Якщо порівнювати з виступами в «иДМГ», Слєпаков повністю відмовився від співу як такого, зосередившись на речитативі. Коли фронтмена запитали, чи він є більше виконавцем або автором, той відповів: «Я не співак, це точно. Я оповідач,… тому що я вмію розказувати історії».

### Структура альбому
| Повна версія | Повна версія                  | Повна версія |
| #            | Назва                         | Тривалість   |
| ------------ | ----------------------------- | ------------ |
| 1.           | «Неудобен»                    | 3:34         |
| 2.           | «Шлемофон»                    | 5:09         |
| 3.           | «Жовнір feat. Камні»          | 5:47         |
| 4.           | «обабелые»                    | 6:50         |
| 5.           | «Упасть с тандема»            | 4:57         |
| 6.           | «Старость»                    | 4:06         |
| 7.           | «Осень»                       | 4:32         |
| 8.           | «Фалунь»                      | 3:26         |
| 9.           | «Врезалось в память»          | 5:09         |
| 10.          | «Хундертвассер Хунта»         | 5:20         |
| 11.          | «Восстание ватников»          | 4:23         |
| 12.          | «Программа защиты свидетелей» | 4:42         |
| 58:55        |                               |              |

| Коротка версія | Коротка версія                 | Коротка версія |
| #              | Назва                          | Тривалість     |
| -------------- | ------------------------------ | -------------- |
| 1.             | «Неудобен»                     | 03:31          |
| 2.             | «Жовнір/Камни»                 | 05:44          |
| 3.             | «обабелые»                     | 06:48          |
| 4.             | «Упасть с тандема (album mix)» | 04:54          |
| 5.             | «Старость»                     | 04:04          |
| 6.             | «Осень»                        | 04:29          |
| 7.             | «Фалунь»                       | 03:24          |
| 8.             | «Хундертвассер Хунта»          | 05:17          |
| 9.             | «Программа защиты свидетелей»  | 04:41          |
| 42:52          |                                |                |

Альбом розпочинається з пісні «Неудобен» (укр. Незручний), своєрідної відповіді на один з останніх синглів «Грузовиків» — «Удобен». Голос Антона Слєпакова на фоні тиші переростає у швидку та насичену суміш електронної музики та «живих» барабанів, що супроводжується несамовитим вокалом. Другою йде хітова композиція «Шлемофон» (укр. Шоломофон), яка вирізняється жорсткою партією електрогітари. В дуеті з Тетяною Міхіною «Жовнір feat. Камни» електронне звучання та речитатив Слєпакова поєднуються з буковинською народною піснею. Далі йде пісня «Обабелые» (укр. Обидвабілі), монолог модератора відомого психологічного експерименту, покладений на необтяжливу та легку музику. П'ятою йде «Упасть с тандема» (укр. Впасти з тандему), альбомна версія електрофанкової композиції з однойменного EP, в якій автор розмірковує про особливості групової взаємодії.
Пісня «Старость» (укр. Старість) відкриває блок з трьох композицій з сумним настроєм. На неї — єдину з усіх пісень альбому — було знято документальний відеокліп, що містив кадри подорожі Антона Слєпакова поїздом «Київ — Дніпро», а також фрагменти виступу на розігріві у гурту Stoned Jesus. За два роки після виходу альбому режисер Віктор Придувалов опублікував другу версію кліпу. Далі йде «Осень» (укр. Осінь), пісня про «час розсипати ці іржаві цвяхи», що вирізняється семплами Станіслава Іващенка. Текст наступної пісні «Фалунь» (укр. Фалунь) призначався для сольного проєкту Слєпакова «Стишение обстоятельств», але згодом співак адаптував його до музики, що написали Панюта та Іващенко.
Заключна третина альбому розпочинається зі спокійної композиції «Врезалось в память» (укр. Врізалося в пам’ять) з ліричним речитативом Слєпакова та танцювальною завершальною частиною. За нею йде вибухова «Хундертвассер Хунта» (укр. Гундертвассер Хунта), присвячена війні на сході України, в якій згадується австрійський художник Фріденсрайх Гундертвассер, порушуються питання відношення до мистецтва, протистояння робітництва та інтелігенції. «Восстание ватников» (укр. Повстання ватників) також відсилає до політичної кризи в Україні, але окрім цього містить несподівані рими та філологічні знахідки. Завершальна «Программа защиты свидетелей» (укр. Програма захисту свідків) повністю написана барабанщиком гурту, єдина на альбомі містить «живу» бас-гітару та описує залежність людства від власних винаходів.

## Критичні відгуки

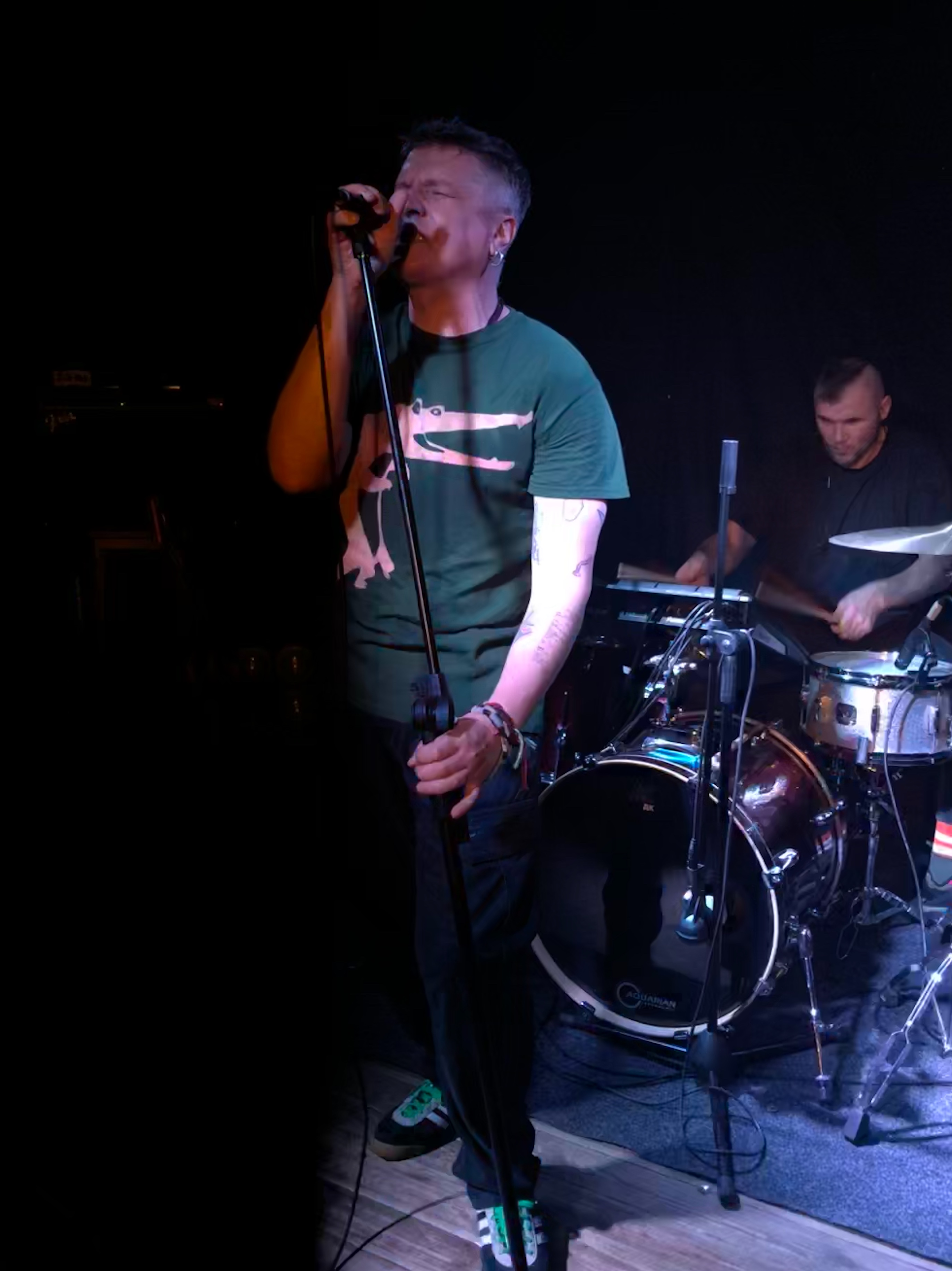
Вокаліст Антон Слєпаков та барабанщик Станіслав Іващенко

Перший сингл з альбому на пісню «Хундертвассер Хунта» привернув свою увагу завдяки провокаційному тексту. У виданні Republic звернули увагу на численні відсилання до війни на Донбасі: прапор Новоросії, захоплення заручників, обстріли жилих кварталів, безпілотники та Гаазький трибунал, яким мав закінчитись конфлікт. На сайті Meduza «Хундертвассер Хунту» було визнано кращою російськомовною піснею першої половини 2015 року, відзначивши, що «Вагоновожатим» як нікому «вдалося схопити дух часу, пропустити через себе та зафіксувати».
Сергій Мєзєнов в інтернет-виданні Colta.ru назвав повноцінний лонгплей «Васервага» більш злою та політизованою версією творчості «Грузовиків», з незмінними монологами Слєпакова та нервовою, але захоплюючою та емоційною музикою. Оглядач сайту Bit.ua Олесь Никоненко відзначив актуальність творчості «Вагоновожатих», а також голос Слєпакова, який відображає «потік свідомості сучасного міського жителя, що втомився від божевілля інформаційного потоку». На сайті Neformat платівку назвали неординарним опусом, який претендує на звання альбому року: «З самого початку Wasserwaage ударяє в голову, як гарне кріплене вино, тому без підготовки та розуміння — звідки взялася така ударна сила — можна дуже швидко сп'яніти».
Перед презентацією альбому на сайті Rok.kiev.ua зібрали відгуки інших музикантів та колег «Вагоновожатих» про нову платівку гурту. Діджей Влад Фісун назвав її «квінтесенцією світогляду свідомого, сучасного міського жителя», а ведучий аудіожурналу Stereobaza — «потужним, міцним альбомом, що елегантно балансує між небанальною попмузикою та експериментальними звуковими та текстовими прийомами». Засновник лейблу Aby Sho Music Андрій Смірнов відзначив, що за майстеринг альбому відповідав англієць Мартін Бовес, відомий співпрацею з Psychic TV та Nine Inch Nails.
Найбільш незвична «рецензія» належала художниці Наталії Корф-Іванюк, що після прослуховування альбому створила дев'ять картин, в яких втілила свої враження від платівки. Автором ідеї «графічних відгуків» став головний редактор видання Cultprostir Ігор Панасов:
|  | Я слухав альбом «Wasserwaage» п'ять разів, але так і не зрозумів, як про нього писати. Ця могутня неосяжна музика просочується крізь решето слів про неї, витікає містичним піском між пальців. Тоді я вирішив: не можеш сам — попроси того, хто може. |

## Значення
В інтернет-виданні Comma мініальбом «Упасть с тандема», пісні з якого пізніше увійшли до «Васерваги», віднесли до десяти найкращих альбомів 2014 року. Сергій Кейн поставив EP «Вагоновожатих» в один ряд з новими роботами Івана Дорна, O.Torvald, Onuka та Софі Віллі, відзначивши, що «українська музика стає все цікавіше», та звернувши увагу на майстерність гурту у написанні пісень і музичну свіжість завдяки неупередженості та іронії.
На сайті «24» лонгплей «Васервага» відзначили у списку з дванадцяти альбомів 2015 року, які неможливо пропустити. У виданні про нову українську культуру LiRoom його назвали однією з найкращих вітчизняних платівок за останні роки, «значною та в чомусь поворотною подією для української музики». Завдяки «Васервазі» на сайті WeLoveUA «Вагоновожатих» віднесли до списку найбільш талановитих нових виконавців 2015 року, разом з DaKooka, The Erised та Peter and the Wolves, припустивши, що колектив «назавжди змінить вектор розвитку української музики».